# Іпатка атлантична
Іпатка атлантична (Fratercula arctica) — птах родини гагаркових.
Це птах пелагічної зони. Іпатка харчується переважно рибою, але в її раціон входять й інші морські істоти, такі як кальмари та ракоподібні. Найбільш прикметною рисою птаха є дзьоб, який набуває яскравого забарвлення під час сезону розмноження. Іпатка атлантична — це єдиний вид іпаток, який мешкає в Атлантичному океані.

## Загальна характеристика
Довжина тіла 30—35 см, важать 450—500 г. Самці, як правило, дещо більші, ніж самки, але забарвлені однаково. Спина переважно чорна, а живіт і груди — білі, сіро-білі щоки і шийка, червоно-помаранчеві ноги. Дзьоб — великий і трикутний, стиснутий з боків і під час сезону розмноження набуває яскраво-помаранчеве забарвлення з синьою плямою. Яскраві помаранчеві пластини дзьоба виростають перед шлюбним сезоном і линяють після нього. Дзьоби використовують у ритуалах залицяння.
Під час польоту з'являються сірі круглі підкрилки і біле тільце. Політ прямий і швидкий, птах може летіти низько над водою. Іпатка в морі, зазвичай, поводиться тихо і лиш зрідка може видати під час польоту звук, схожий на муркотіння. У гніздовій колонії найзагальніший крик — трискладовий «kaa-aar-aar»; а коли птах наляканий, то видає коротке гарчання.

## Поширення
Узбережжя північної частини Африки і східне узбережжя Атлантичного океану.
Цей вид гніздиться на узбережжях північної Європи, Фарерських островів, Ісландії (найбільші колонії на острові Ґрімсей) і на сході Північної Америки: від Полярного кола до північної Франції (Європа) і штату Мен (Північна Америка). Зимові місяці іпатки проводять у морі далеко від берега — в Європі на водах Середземного моря, в Північній Америці — в Північній Кароліні.
Близько 95 % атлантичних іпаток в Північній Америці гніздяться навколо узбережжя Ньюфаундленду. Найбільша колонія іпаток у західній Атлантиці (нараховується приблизно 260 000 пар) знаходиться в екологічному заповіднику Вітлесс-Бей (Ньюфаундленд і Лабрадор).

## Спосіб життя

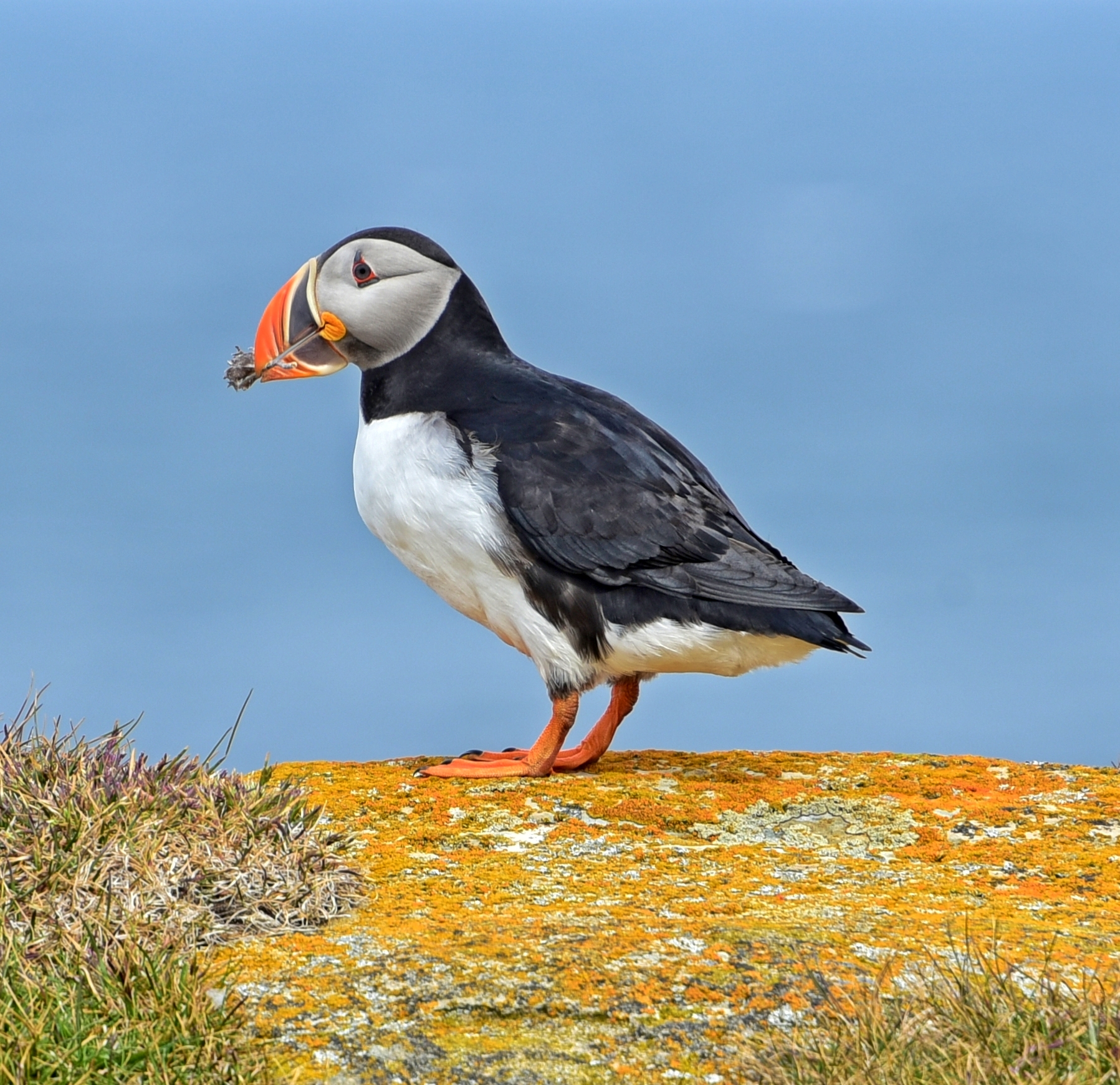
Іпатка за збором гніздового матеріалу, Елістон, Ньюфаундленд

Гніздяться групами або колоніями по обривистих морських берегах та прилеглих островах. Велику частину року — близько 7 місяців — іпатка проводить у відкритих водах Атлантичного океану, плаваючи і пірнаючи у погоні за здобиччю. Це період, коли іпатки можуть вести одинокий спосіб життя, хоча деякі тримаються парами. Навесні сотні іпаток збираються на березі, щоб вивести пташенят. Найчастіше ці птахи риють нори своїм дзьобом у крутих схилах пагорбів, а інколи серед каменів біля підніжжя скель. Іпатка живиться переважно дрібною рибою: піщанкою, мойвою, кількою, мальками оселедця, макрелі і тріски. Влітку меню іпаток доповнюється рачками і молюсками. Переслідуючи рибу, іпатка пірнає і плаває під водою; при цьому крила служать йому «веслами», а лапи — кермом. Цей стиль плавання багато в чому нагадує політ. Линяння у іпаток відбувається взимку, у відкритому морі. Спочатку птахи скидають старі пухові пера, потім линяє оперення голови, шиї, плечей і черевця. Оскільки всі криючі махове і рульове пір'я випадає у іпаток одночасно, птахи декілька тижнів не здатні літати. Після зміни оперення іпатки повертаються до місць гніздування. Піклуючись про надійну теплоізоляцію, іпатки цілий рік ретельно дбають про оперення і змащують його жировими виділеннями куприкової залози.
На острові Буру у пташиному заповіднику знаходиться колонія іпаток.
Природними ворогами іпаток є пернаті хижаки: соколи, яструби, орлани, полярні сови і мартини.

## Полювання
На іпаток полювали заради м'яса і яєць. Останні 100 років на Британських островах полювання на цих птахів заборонене. На Фарерських островах птахи можуть бути впольованими для місцевого споживання після сезону розмноження, коли надлишок птахів дозволяє це. В Ісландії полювання на іпаток досі дозволене.

## Чисельність
Загальна чисельність іпаток атлантичних оцінюється приблизно у 20 мільйонів особин. У XXI столітті популяції повсюди переважно скорочуються. У деяких колоніях за останні кілька років майже не з'являлося потомства. Дослідники пов'язують це з підвищенням температури води, яке руйнує харчові ланцюги. Дрібна риба (оселедець, піскорийка, кілька), якою живляться ці птахи, стає ще дрібнішою і знайти її дедалі важче. Іпатки, що живуть до 30 років, як і всі птахи-довгожителі можуть кілька років пропускати цикл парування, чекаючи на сприятливіші умови. Проте у деяких місцях, наприклад на острові Скомер в Уельсі, чисельність іпаток збільшується. Причини цього ще не визначені.

## Зображення

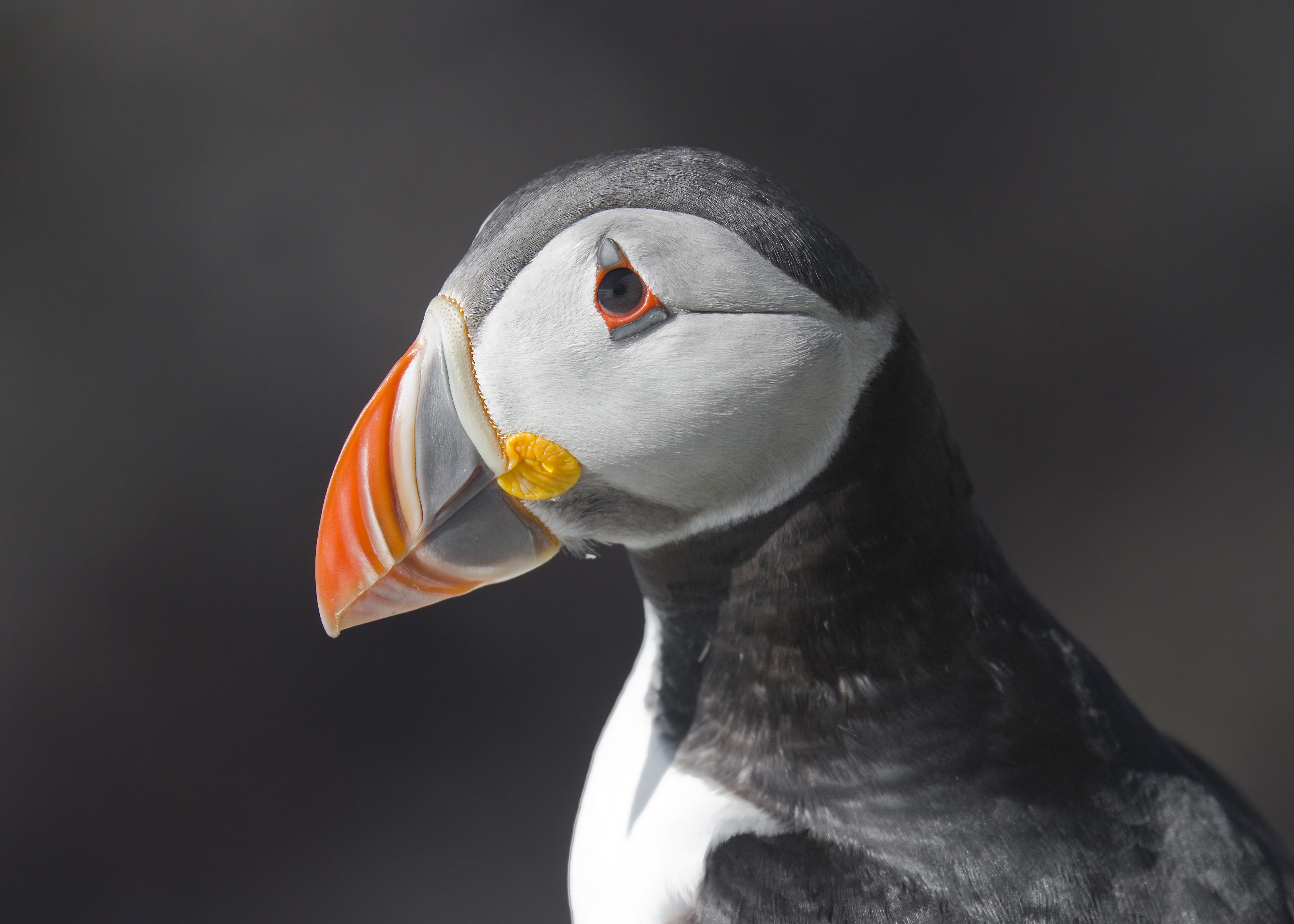
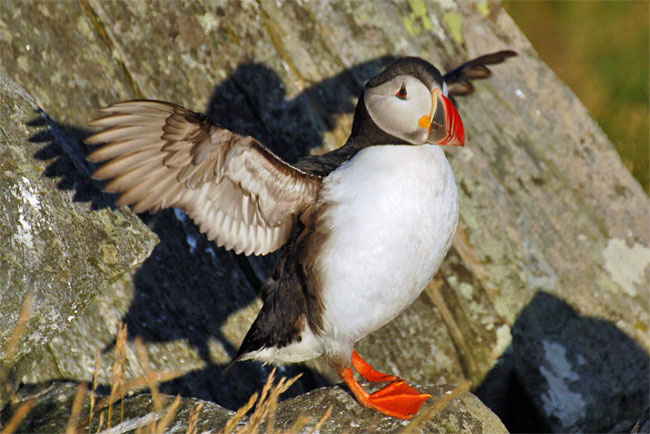
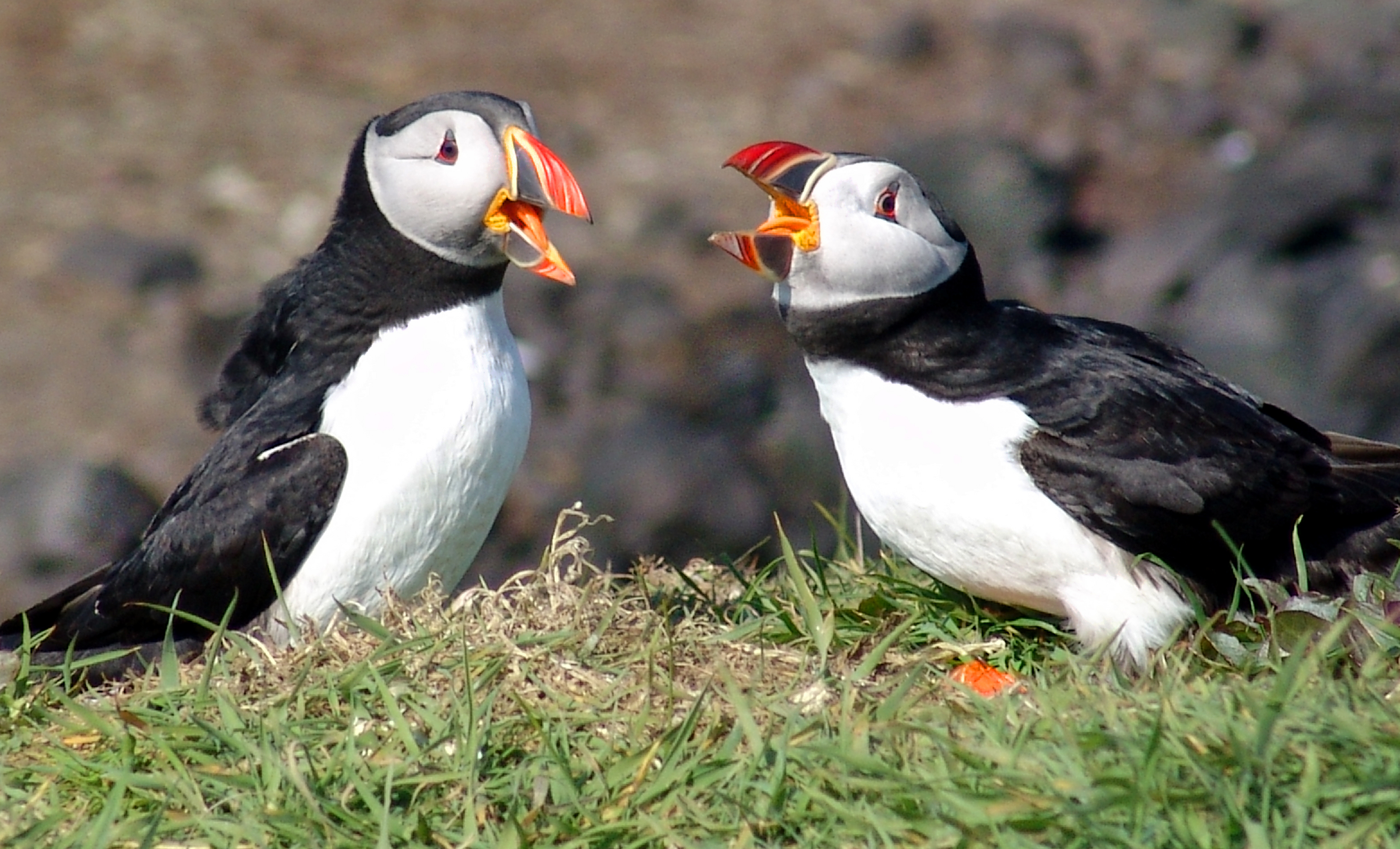
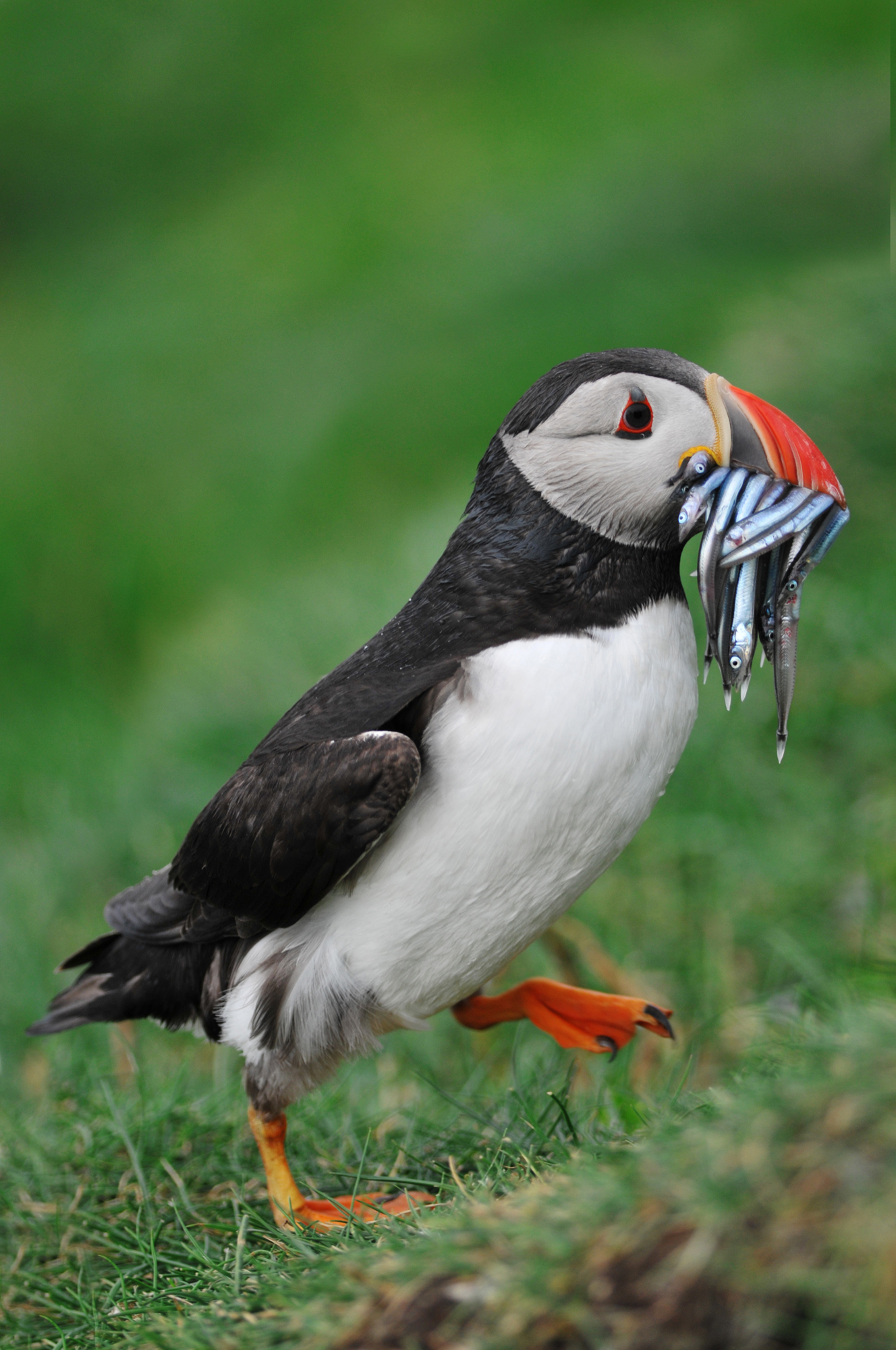
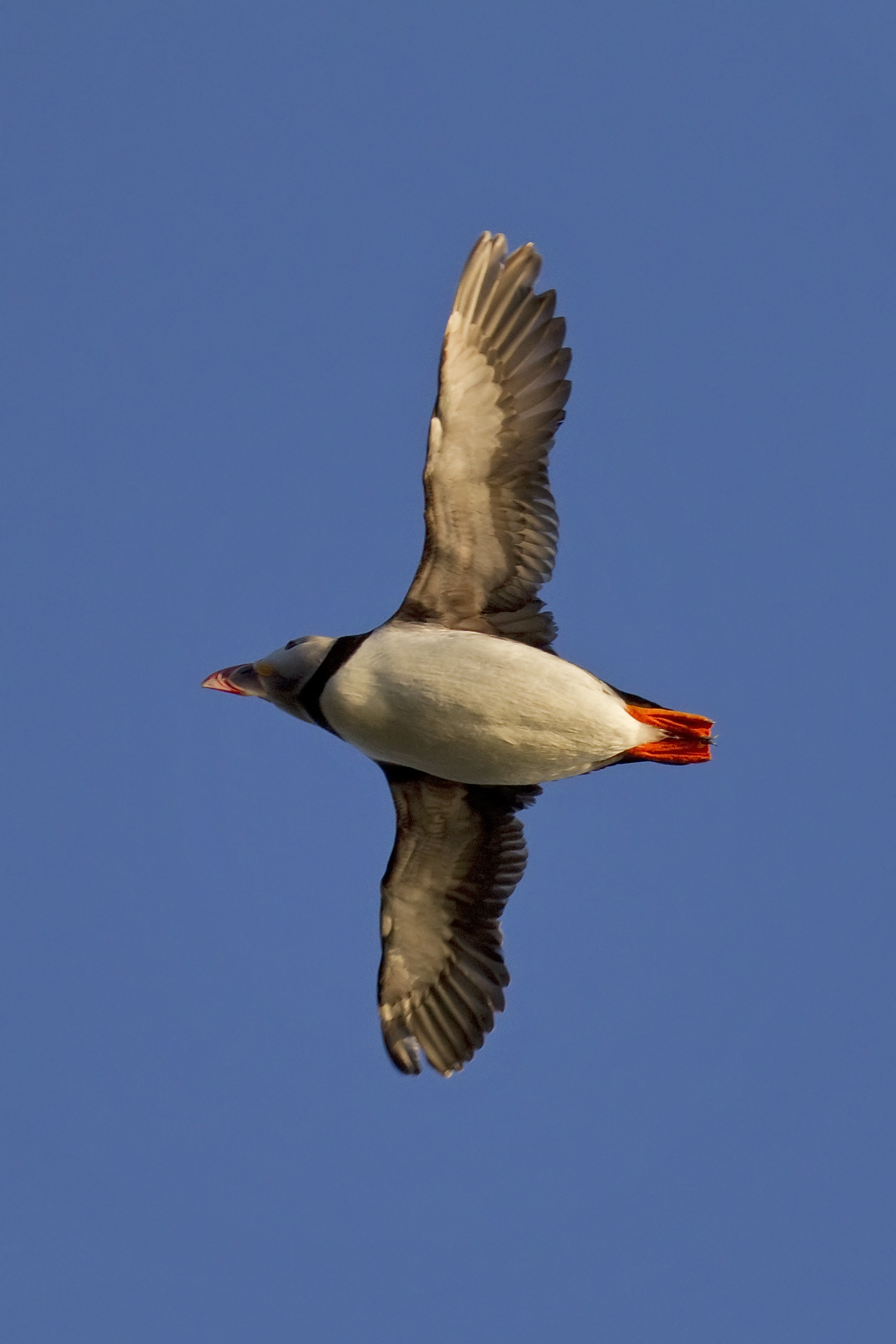
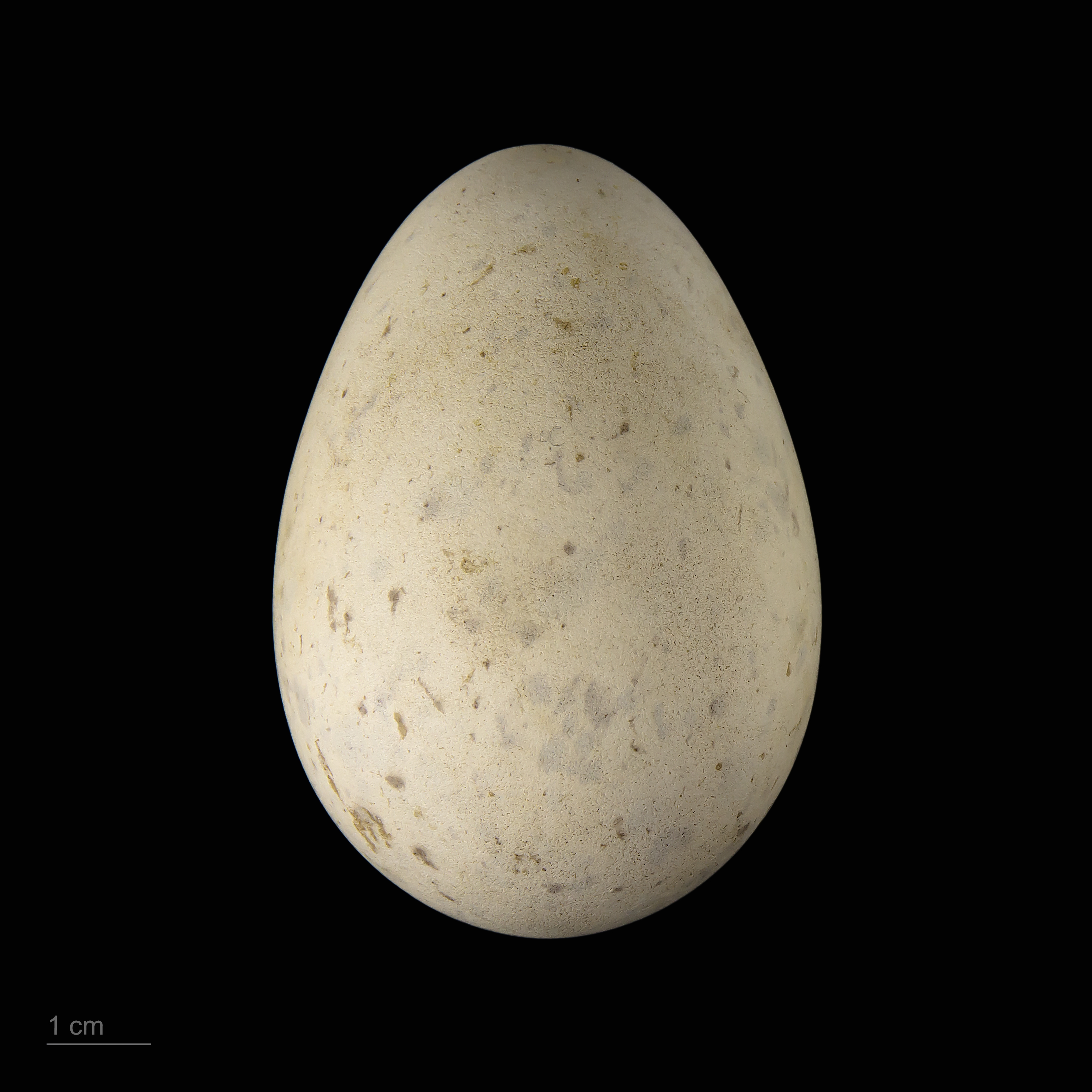
Яйце Fratercula arctica arctica